# Romanshorn
Romanshorn és una ciutat suïssa del cantó de Turgòvia. Està situada a la riba del llac Constança enfront de la ciutat alemanya de Friedrichshafen.